# Barbazan-Debat
Barbazan-Debat is een gemeente in het Franse departement Hautes-Pyrénées (regio Occitanie). De plaats maakt deel uit van het arrondissement Tarbes en van het gemeentelijk samenwerkingsverband Communauté d'Agglomération Tarbes Lourdes Pyrénées. Barbazan-Debat telde op 1 januari 2022 3.495 inwoners.

## Geschiedenis
Voor onze jaartelling was er in het gehucht Piétat een oppidum van Keltiberiërs. Dit was gelegen op een hoogte boven de rivier en telde een dubbele verdedigingswal.
Tussen de 13e en de 17e eeuw behoorde Barbazan toe aan de burggraven van Lavedan, die er een kasteel bouwden. Tijdens de Hugenotenoorlogen in de tweede helft van de 16e eeuw werden de kerk en nog andere gebouwen in Barbazan in brand gestoken. Het kasteel werd halfweg de 18e eeuw gesloopt. In 1790 werd de gemeente Barbazan-Debat opgericht.
Vanaf de jaren 1960 groeide de gemeente sterk. Van landbouwdorp evolueerde Barbazan-Debat naar een voorstad van Tarbes.

## Geografie
De oppervlakte van Barbazan-Debat bedroeg op 1 januari 2022 9,78 vierkante kilometer; de bevolkingsdichtheid was toen 357,4 inwoners per km². De Alaric stroomt door de gemeente. Naast Barbazan telt de gemeente twee gehuchten: Piétat in het westen en Les Tuileries in het noorden. "Debat" is geen plaatsnaam, maar is een bijvoegsel dat "in het noorden" betekent.
De autosnelweg A64 loopt door de gemeente.
De onderstaande kaart toont de ligging van Barbazan-Debat met de belangrijkste infrastructuur en aangrenzende gemeenten.

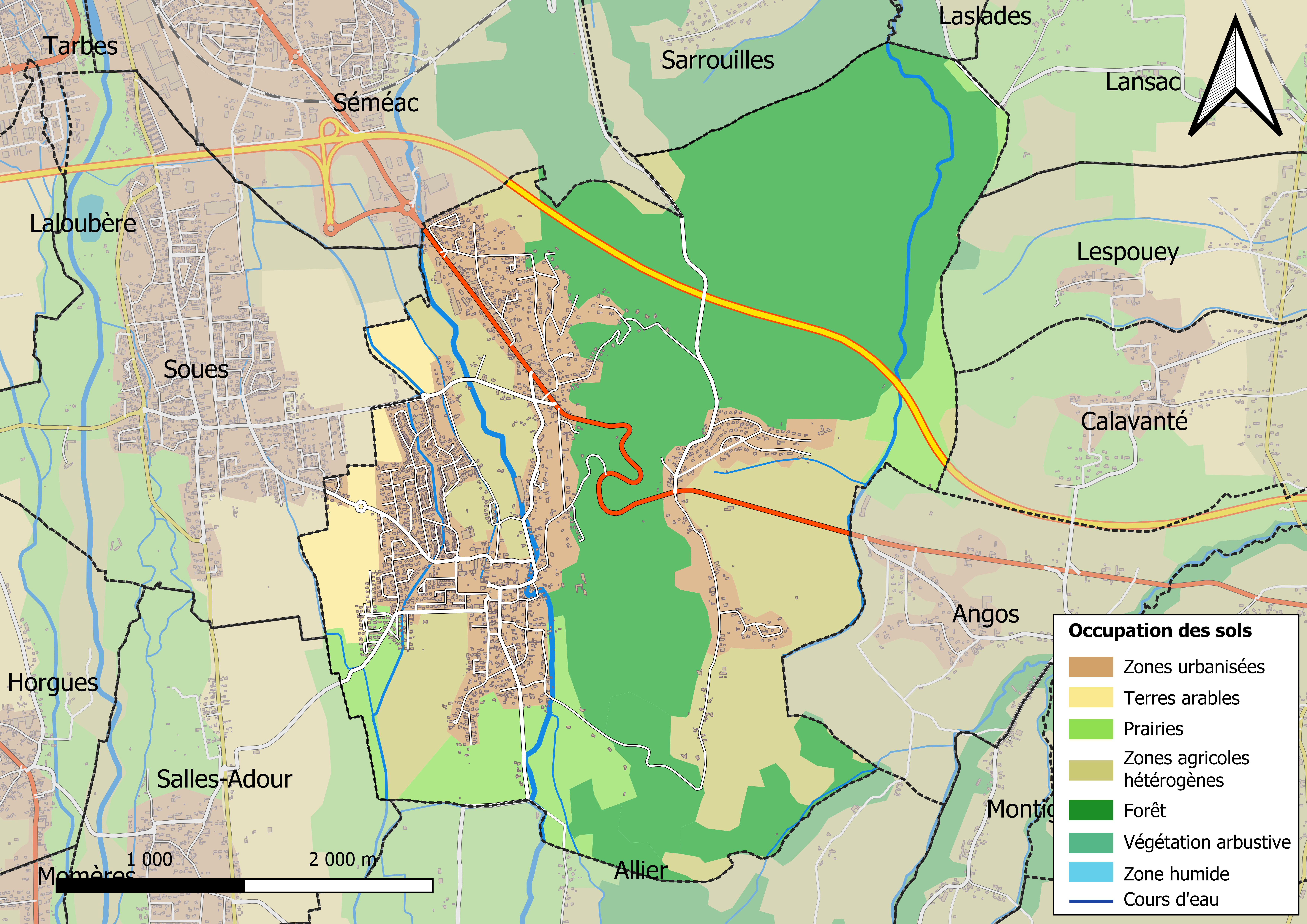

## Demografie
In 1886 telde de gemeente 604 inwoners.
Onderstaande figuur toont het verloop van het inwonertal (bron: INSEE-tellingen).

## Erfgoed

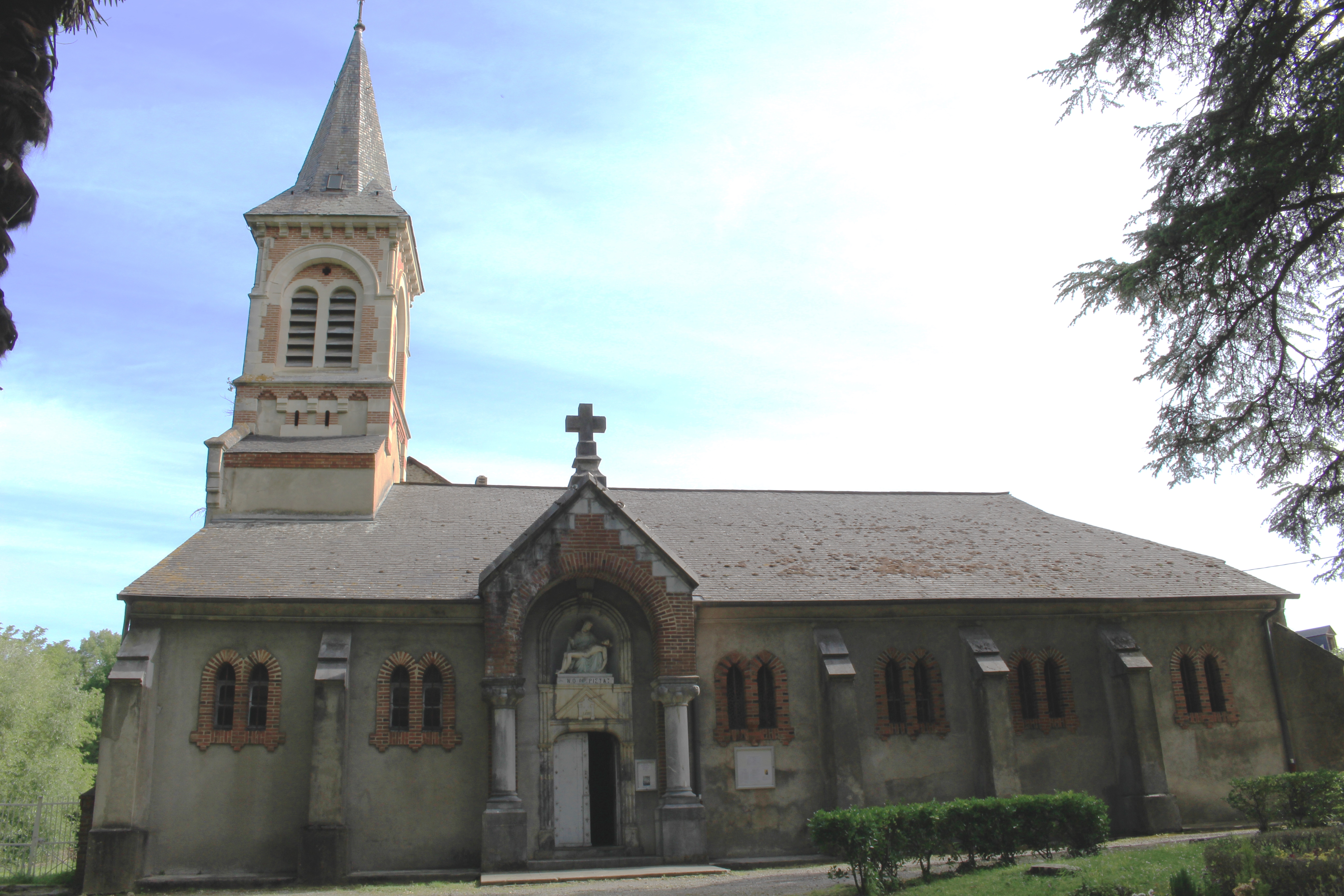
Kapel Notre-Dame-de-Piétat

De gemeente telt weinig oud erfgoed. De kerk Notre-Dame-de-l'Assomption is 19e-eeuws. De kapel Notre-Dame-de-Piétat is 16e-eeuws en heeft een 15e-eeuwse piëta. Het is een mariaal bedevaartsoord.